# Стратегія Західних Балкан
Стратегія Західних Балкан (також відома як Надійна перспектива розширення та розширене залучення Європейського Союзу до Західних Балкан) — це політика, яку проводить Європейський Союз разом зі своїми партнерами та кандидатами на вступ у західному регіоні Балканського півострова. Оголошена президентом Європейської комісії Жаном-Клодом Юнкером у своїй промові про стан Союзу 2017 року, ця політика об'єднує цілі глобальної стратегії PSDC та політики розширення, характерні для держав цього регіону.

## Історія
У 1999 році Європейський Союз розпочав процес стабілізації та асоціації (SAP), щоб посилити свою роль у регіоні та забезпечити довгострокову підтримку відновлення та розвитку країн після зіткнень у колишній Югославії. Цей підхід супроводжується на міжнародному рівні Пактом стабільності для Південно-Східної Європи, який підтримується ЄС, НАТО, ОБСЄ, МВФ, Світовим банком та основними міжнародними гравцями. Відтоді щороку організовується саміт ЄС-Балкани; перший відбувся в Загребі в листопаді 2000 року, а в 2003 році Європейська рада в Салоніках підтвердила, що всі країни ПДП є потенційними кандидатами на членство.
У 2018 році ця регіональна підмножина складається з п'яти з шести держав-кандидатів (Албанія, Боснія та Герцеговина, Македонія, Чорногорія та Сербія) та Косово, яке має лише статус потенційного кандидата. Кожна з цих держав підписала угоду про стабілізацію та асоціацію з ЄС, щоб сприяти їхньому наближенню до стандартів ЄС (Копенгагенські критерії та, зрештою, acquis Співтовариства).
З метою підтримки та пожвавлення зусиль країн-кандидатів щодо відповідності критеріям членства Європейська Комісія через свого Президента прийняла наприкінці 2017 року стратегію, яка наголошує на пріоритетах і сферах посиленої спільної співпраці. Стратегія, детально описана Жаном-Клодом Юнкером під час його промови про стан Союзу, виголошеної у вересні 2017 року та підготовлена попередньо Комісією та ЄСЗД, включає план дій, зосереджений на шести ініціативах, пов'язаних із стратегією ЄС на Балканах із збільшенням бюджет, виділений на інструменти підготовки до вступу та регіональні ініціативи.
За словами президента Єврокомісії: «Якщо ми хочемо більше стабільності в нашому сусідстві, ми повинні запропонувати надійні перспективи країнам Західних Балкан»; він також додав, що " під час повноважень цієї Комісії більше членів не буде " (2014—2019). Окрім цієї регіональної політики, ЄС також відданий разом із державами -членами та своїми партнерами вирішенню локальних проблем, таких як дебати щодо назви Македонії або суперечка щодо маршруту кордону між Косово та Сербією.

### Специфіка регіону

Територіальні утворення при розпаді Югославії в 1991 році.

Етнічний розподіл населення на Західних Балканах у 2008 році.

З перевизначенням кордонів і вимушеними переміщеннями населення після міжетнічних конфліктів 1990-х років у колишній Югославії Західні Балкани сильно розділені, і глибока напруженість залишається. Дейтонська угода поклала кінець війні в Боснії (1995 р.), розділивши країну на два окремі регіони та створивши федеральний уряд, яким керує колективне тристороннє президентство та який контролює міжнародний високий представник. Угоди також передбачають втручання сил інтерпозиції НАТО (IFOR), які з 2004 року будуть замінені силами Європейського Союзу Althea. Косово стало незалежним у 2008 році ціною масового втечі албанського та сербського населення, і там також були створені сили НАТО (KFOR) і підтримувалися адміністративною місією, заміненою цивільною місією Союзу EULEX Kosovo.
Після падіння Югославії та кінця комуністичного режиму економічний розвиток Балкан значно відставав від інших регіонів Східної Європи; наприклад, у 1990 році ВВП Македонії був утричі нижчим, ніж у Словенії; у 2003 році він був у п'ятдесят разів нижчим. Ця затримка розвитку призводить до розширення чорного ринку та незаконної діяльності в регіоні.
Демографічна еволюція на Балканах також є специфічною ; кількість жителів зменшується з двох основних причин: коефіцієнт народжуваности становить менше ніж 1 дитину на жінку (проти 1,4 в середньому в Європі, що значно нижче коефіцієнта заміщення покоління в 2,1) і враховуючи значні розриви в доходах і розвитку порівняно з рештою Європи, масовий відтік (особливо молодих людей); Македонія втратила б за двадцять п'ять років майже чверть свого населення ; Сербія втратила 160 000 personnes між 2002 і 2011 роками, і Національне статистичне управління Сербії оцінює, що в країні може бути менше 6 мільйонів жителів у 2030 році проти 7,7 у 2016 році. Боснія і Герцеговина також сильно постраждала від цього явища: кількість виїздів оцінюється в 170 000 останні п'ять років.
Від імені Федеріка Могеріні, Високого представника: «Західні Балкани є частиною Європи: у нас однакова історія, однакова географія, однакова культурна спадщина, а також однакові можливості та однакові виклики сьогодні та в майбутньому […] Ця стратегія показує шлях, яким ми повинні йти: для всіх наших шести партнерів, щоб подолати минуле раз і назавжди і, для всіх нас, зробити процес наближення Західних Балкан до Європейського Союзу незворотним процесом і продовжити возз'єднання континенту».

## Цілі
Через шість основних ініціатив ця стратегія спрямована на підтримку трансформації Західних Балкан, щоб відповідні країни відповідали цінностям Європейського Союзу, а в довгостроковій перспективі — щоб він міг досягти критеріїв конвергенції; таким чином, цілі полягають у посиленні:
- Безпека та міграційний контроль: із посиленням співпраці у боротьбі з організованою злочинністю, тероризмом або навіть посиленням прикордонного контролю та управління мігрантами та посиленням співпраці з агентством Frontex.
- Соціально-економічний розвиток: включає набір механізмів, призначених для сприяння фінансуванню МСП, досліджень та інновацій. ЄС також підтримує програми економічних реформ, наголошуючи на зайнятості, соціальних реформах, освіті та охороні здоров'я. Кредити, доступні в рамках Erasmus+, будуть подвоєні.[14]
- Транспортне та енергетичне сполучення: зокрема, щоб забезпечити постачання з Балкан і на Балкани. Енергетичний союз має бути поширений на Західні Балкани.[14]
- Цифрова стратегія: він охоплює такі конкретні сфери, як зниження вартості роумінгу, підтримка розгортання широкосмугового зв'язку, розвиток державних онлайн-послуг, тощо;
- Регіональне примирення та добросусідські відносини: має на меті покращити співпрацю у сферах юстиції, освіти, культури, молоді та спорту, щоб можна було заспокоїти бурхливе минуле регіону.

Стратегія також визначає кроки, які повинні бути зроблені Чорногорією та Сербією для завершення процесу приєднання з метою виконання Копенгагенських критеріїв до 2025 року.

## Засоби
Європейський парламент відповідає за управління бюджетом, виділеним на цю політику ; лише у 2018 році фінансування з інструментів підготовки до вступу збільшено до 1,07 мільярда євро для регіону Західних Балкан і, як очікується, буде збільшуватися до 2020 року; за період 2007—2017 рр. — приблизно 9 млрд євро. Ці інструменти складаються з фінансових, технічних і людських ресурсів, спрямованих на наближення підтриманих країн до стандартів держав-членів. ; основною програмою є IPA II, яка є фінансовою основою нової Стратегії; на період 2014—2020 рр. було проголосовано бюджет у розмірі 11,7 мільярдів євро лише за цим інструментом передвступу, який керується з урахуванням цілей європейських інституцій та моніторингових звітів, складених Європейською Комісією.
Моніторинг використання допомоги здійснює Комітет у закордонних справах Європарламенту, який призначає постійних доповідачів для всіх країн-кандидатів і потенційних кандидатів; парламент висловлює свої позиції, які транскрибуються в щорічних звітах по кожній з країн.
Європейська комісія також зазначає, що Союз є найбільшим інвестором і торговим партнером у регіоні із загальним річним обсягом торгівлі, що становить 43 мільярди євро (2016).

### Брдо-бріунський і Берлінський процеси
Брдо-бріунський процес — це дипломатична ініціатива, започаткована Хорватією та Словенією у 2013 році з метою співпраці у стабілізації регіону та прискорення процесів вступу до Європейського Союзу країн регіону Західних Балкан.
Берлінський процес був започаткований Німеччиною в 2014 році разом з деякими іншими країнами ЄС і всіма державами Західних Балкан; хоча він не контролюється безпосередньо європейськими органами влади, деякі цілі є схожими (в основному регіональне співробітництво та розвиток інфраструктури та економіки регіону), а фінансування надається європейськими та зовнішніми організаціями (Європейський банк реконструкції та розвитку (ЄБРР) та Європейський інвестиційний банк (ЄІБ)).